# جان فرانسیس دیویس
جان فرانسیس دیویس (انگلیسی: John Francis Davis؛ ۱۶ ژوئیهٔ ۱۷۹۵ – ۱۳ نوامبر ۱۸۹۰) یک دیپلمات اهل بریتانیا بود.